# Gelis escalerai
Gelis escalerai là một loài tò vò trong họ Ichneumonidae.